# Небесна сфера

Обертання Землі в геоцентричній небесній сфері малого радіуса. Зорі позначено білим, екліптику — червоним, лінії сітки екваторіальної системи — синьо-зеленим кольорами.

Небе́сна сфе́ра (лат. orbis coelestis) — уявна сфера довільного радіуса, на яку проєктуються небесні тіла. Розташування небесних тіл, таких як зорі, планети і галактики, визначається за їх координатами на небесній сфері. Еквіваленти широти і довготи на небесній сфері (в другій екваторіальній системі координат) називаються схиленням (вимірюється у градусах від +90° до −90°) та прямим піднесенням (вимірюється в годинах від 0 до 24). Небесні полюси лежать над полюсами Землі, а небесний екватор розташований над земним екватором. Земному спостерігачеві здається, начебто небесна сфера обертається навколо Землі. Насправді, уявний рух небесної сфери зумовлений обертанням Землі навколо своєї осі.

## Історія виникнення поняття
Уявлення про небесну сферу виникло в глибоку давнину; в основу його лягло враження про існування куполоподібного небосхилу (небозводу, небесного склепіння, тверді небесної). Це враження викликане тим, що внаслідок величезної віддаленості небесних світил людське око не в змозі оцінити відмінності у відстанях до них, і вони здаються однаково віддаленими. У стародавніх народів це асоціювалося з наявністю реальної сфери, що обмежує весь світ і несе на своїй поверхні зорі, Місяць та Сонце. Таким чином, в їх уявленні небесна сфера була найважливішим елементом Всесвіту. З розвитком наукових знань такий погляд на небесну сферу відпав. Проте закладена в давнину геометрія небесної сфери внаслідок розвитку й удосконалення набула сучасного вигляду, в якому й застосовується в астрометрії.
Радіус небесної сфери можна вважати яким завгодно: з метою спрощення геометричних співвідношень його вважають рівним одиниці. Залежно від розв'язуваної задачі, центр небесної сфери може бути розташований:
- у місці на поверхні Землі, де перебуває спостерігач (топоцентрична небесна сфера),
- у центрі Землі (геоцентрична небесна сфера),
- у центрі тієї або іншої планети (планетоцентрична небесна сфера),
- у центрі Сонця (геліоцентрична небесна сфера),
- у будь-якій іншій точці простору, де перебуває спостерігач (реальний чи гіпотетичний).

Кожному світилу на небесній сфері відповідає точка, в якій її перетинає пряма, що сполучає центр небесної сфери зі світилом (чи з центром світила, якщо воно велике, а не точкове). Для вивчення взаємного розташування й видимих рухів світил на небесній сфері вибирають ту або іншу систему небесних координат, що визначається основними точками й лініями. Останні зазвичай є великими колами небесної сфери. Кожне велике коло сфери має два полюси, що визначаються на ній кінцями діаметра, перпендикулярного до площини цього кола.

## Назви найважливіших точок і дуг на небесній сфері

Z — зеніт, Z' — надир, Р, Р' — полюси світу, РР' — вісь світу, W — точка заходу, E — точка сходу

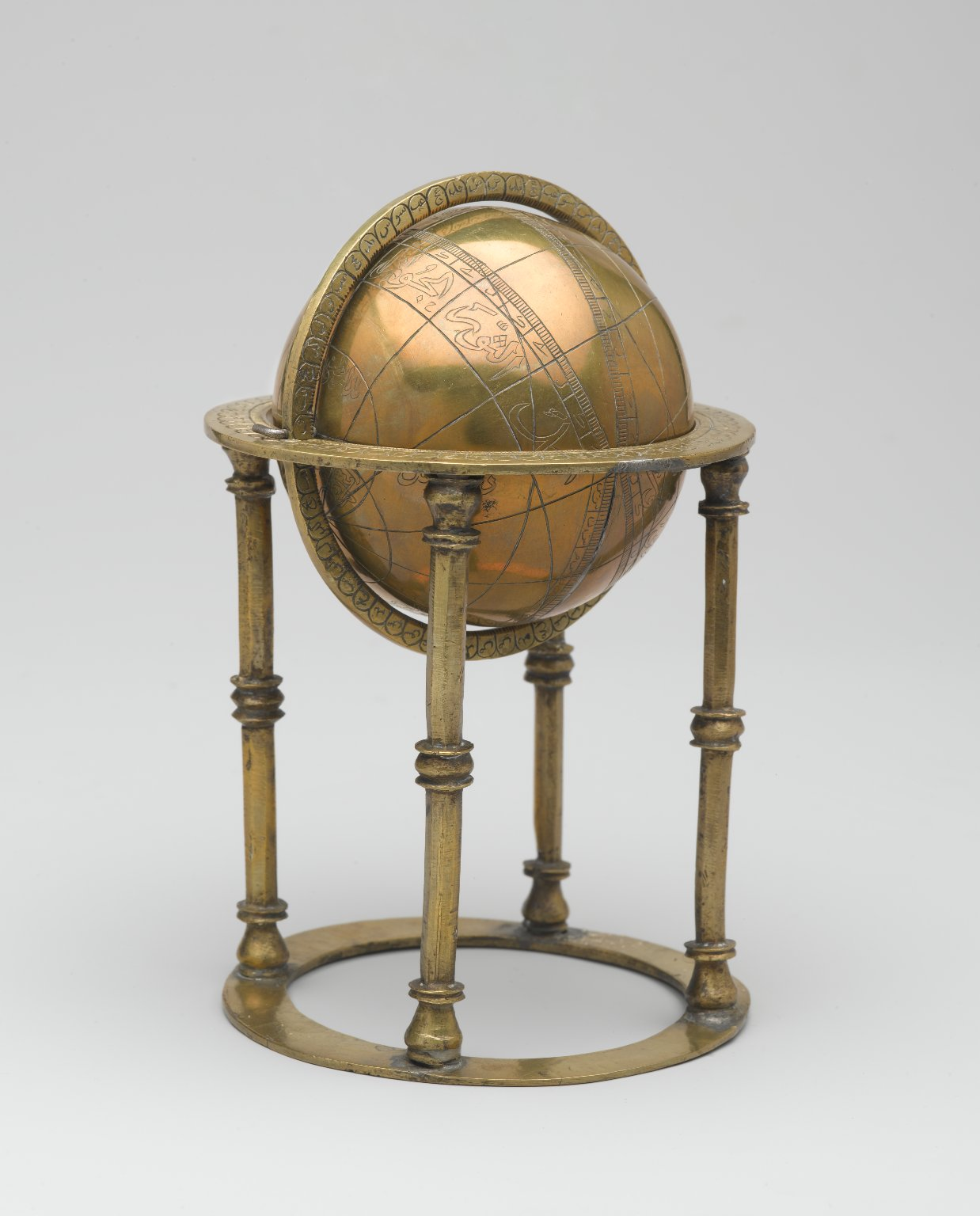
Небесна сфера, XVIII століття. Бруклінський музей

### Прямовисна лінія
Прямовисна лінія (або вертикальна лінія, лінія виска) — пряма, що проходить через центр небесної сфери і збігається з напрямом нитки виска (вертикалі) у місці спостереження. Для спостерігача, що перебуває на поверхні Землі, прямовисна лінія проходить через центр Землі та точку спостереження.

### Зеніт і надир
Прямовисна лінія перетинається з поверхнею небесної сфери в двох точках — зеніті, над головою спостерігача, і надирі — діаметрально протилежній точці.

### Математичний горизонт
Математичний горизонт — велике коло небесної сфери, площина якого перпендикулярна до прямовисної лінії. Математичний горизонт ділить поверхню небесної сфери на дві половини: видиму для спостерігача, з вершиною в зеніті, і невидиму, з вершиною в надирі. Математичний горизонт, взагалі кажучи, не збігається з видимим горизонтом унаслідок нерівності поверхні Землі і різної висоти точок спостереження, а також викривлення променів світла в атмосфері.

### Вісь світу
Вісь світу — діаметр, навколо якого відбувається обертання небесної сфери.

### Полюси світу
Вісь світу перетинається з поверхнею небесної сфери у двох точках — північному полюсі світу і південному полюсі світу. Північним полюсом називається той, з боку якого обертання небесної сфери відбувається за годинниковою стрілкою, якщо дивитися на сферу ззовні. Якщо дивитися на небесну сферу зсередини (що ми зазвичай і робимо, спостерігаючи зоряне небо), то в околі північного полюса світу її обертання відбувається проти годинникової стрілки, а в околі південного полюса світу — за годинниковою стрілкою.

### Небесний екватор
Небесний екватор — велике коло небесної сфери, площина якого перпендикулярна до осі світу. Є проєкцією земного екватора на небесну сферу. Небесний екватор поділяє поверхню небесної сфери на дві півкулі: північну півкулю, з вершиною в північному полюсі світу, та південну півкулю, з вершиною в південному полюсі світу.

### Точки сходу і заходу
Небесний екватор перетинається з математичним горизонтом у двох точках: точці сходу і точці заходу. Точкою сходу називається та, з якої точки небесної сфери внаслідок її обертання перетинають математичний горизонт, переходячи з невидимої півсфери у видиму.

### Небесний меридіан
Небесний меридіан — велике коло небесної сфери, площина якого проходить через прямовисну лінію і вісь світу. Небесний меридіан поділяє поверхню небесної сфери на дві півкулі — східну півкулю, з вершиною в точці сходу, і західну півкулю, з вершиною в точці заходу.

### Полуденна лінія
Полуденна лінія — лінія перетину площини небесного меридіана і площини математичного горизонту.

### Точки півночі і півдня
Небесний меридіан перетинається з математичним горизонтом в двох точках: точці півночі й точці півдня. Точкою півночі називається та, яка ближча до північного полюсу світу.

### Екліптика
Екліптика — велике коло небесної сфери, перетин небесної сфери і площини земної орбіти. Вздовж екліптики здійснюється видимий річний рух Сонця небесною сферою. Площина екліптики перетинається з площиною небесного екватора під кутом ε = 23°26'.

### Точки рівнодення
Екліптика перетинається з небесним екватором у двох точках — точці весняного рівнодення й точці осіннього рівнодення. Точкою весняного рівнодення називається та, в якій Сонце у своєму річному русі, переходить із південної півкулі небесної сфери в північну. У точці осіннього рівнодення Сонце переходить із північної півкулі небесної сфери в південну.

### Точки сонцестояння
Точки екліптики, віддалені від точок рівнодення на 90°, називаються точкою літнього сонцестояння (у північній півкулі) і точкою зимового сонцестояння (у південній півкулі).

### Вісь екліптики
Вісь екліптики — діаметр небесної сфери, перпендикулярний площині екліптики.

### Полюси екліптики
Вісь екліптики перетинається з поверхнею небесної сфери у двох точках — північному полюсі екліптики, що лежить у північній півкулі, і південному полюсі екліптики, що лежить у південній півкулі.

### Галактичні полюси і галактичний екватор
Точка небесної сфери з екваторіальними координатами α = 192,85948° β = 27,12825° називається північним галактичним полюсом, а діаметрально протилежна точка — південним галактичним полюсом. Велике коло небесної сфери, площина якого перпендикулярна лінії, що сполучає галактичні полюси, називається галактичним екватором.

## Назви дуг на небесній сфері, пов'язані з положеннями світил

### Альмукантарат
Альмукантарат (коло рівних висот) — мале коло небесної сфери, що проходить через світило паралельно до площини математичного горизонту.

### Вертикальне коло
Коло висоти, або вертикальне коло, або вертикал світила — велике коло небесної сфери, що проходить через зеніт, світило й надир.

### Добова паралель
Добова паралель світила — мале коло небесної сфери, що проходить через світило, площина якого паралельна до площини небесного екватора. Видимі добові рухи світил здійснюються по добових паралелях.

### Коло схилень
Коло схилень світила — велике коло небесної сфери, що проходить через полюси світу й світило.

### Коло екліптичної широти
Коло екліптичної широти, або просто коло широти світила — велике коло небесної сфери, що проходить через полюси екліптики й світило.

### Коло галактичної широти
Коло галактичної широти світила — велике коло небесної сфери, що проходить через галактичні полюси й світило.